# 望遠鏡座QQ
望遠鏡座QQ，又名CD-4513354，HD 185139、SAO 229800、HR 7461，是望遠鏡座的一颗恒星，视星等为6.25，位于銀經353.53，銀緯-27.06，其B1900.0坐标为赤經19h 32m 30.8s，赤緯-45° -27.06′ 19″。